# Fullgörelsetalan
Fullgörelsetalan är när käranden efter stämningsansökan vid domstol yrkar att motparten, svaranden, ska förpliktas att fullgöra någon prestation till exempel att betala en skuld, återlämna något eller utge ett skadestånd. Genom rättegången vill han få en fullgörelsedom, som han sedan kan lägga till grund för verkställighet om inte svaranden frivilligt fullgör sin förpliktelse.
I svensk rätt saknas en uttrycklig bestämmelse om att talan om att fullgörelse får väckas när tiden för fullgörelse inträtt. 
Det har måhända tyckts så uppenbart för lagstiftaren att uttrycklig lagreglering ansetts obehövlig.
I alla händelser kan man dra slutsatsen om att fullgörelse får väckas när tiden för fullgörelse inträtt vid en jämförelse med bestämmelserna i 13 kap 1 § rättegångsbalken, som anger ytterligare möjligheter att väcka fullgörelsetalan.
Beroende på innehållet i stämningsansökan betecknar man talan antingen som fullgörelsetalan, fastställelsetalan eller talan om konstitutiv dom.
Skillnaderna mellan fastställelsedom och fullgörelsedom framgår av NJA 1985 s. 140. 
Förvaltningsdomstols dom kunde inte verkställas som fullgörelsedom enligt NJA 1993 s. 99.
Högsta domstolen har i beslut i mål Ö 3049-04 ytterligare belyst frågan om när fullgörelsetalan kan tillåtas.
Dom vid fullgörelsetalan kan användas som exekutionstitel och sålunda förplikta någon att fullgöra något.
Verkställighet, som avser betalningsskyldighet, sker genom utmätning, som käranden kan söka hos kronofogdemyndigheten enligt 1 kap 1 § utsökningsbalken.